# Museum "Terug in de tijd"
Museum "Terug in de Tijd" is een museum in de Nederlands Limburgse plaats Horn met een verzameling van voorwerpen en producten uit de jaren zestig en zeventig van de 20e eeuw die vooral in Nederland te verkrijgen waren. Het museum heeft een aantal winkels nagebouwd en ingericht met de producten uit die tijd.

## Geschiedenis
De verzameling is ontstaan doordat de eigenaren verwoede verzamelaars zijn, die vele jaren rommelmarkten en antiekbeurzen bezocht hebben om de vele snuisterijen en verzamelobjecten in dit museum bijeen te brengen.

## Collectie
Het museum heeft op de begane grond de volgende hoofdcategorieën:
- een volledig ingericht benzinestation uit de jaren zestig
- een gitaarcollectie
- een aantal oude koetsen
- een tiental oude auto's
- een oude garage
- een ouderwets ingerichte keuken

Op de eerste verdieping:
- een aantal winkels waaronder een groenteboer, een kapper, naaiwinkel en café
- tientallen motorfietsen en brommers
- een oude huiskamer
- een oude fietsenwinkel
- een grote collectie van oude radio's, tv's en platenspelers

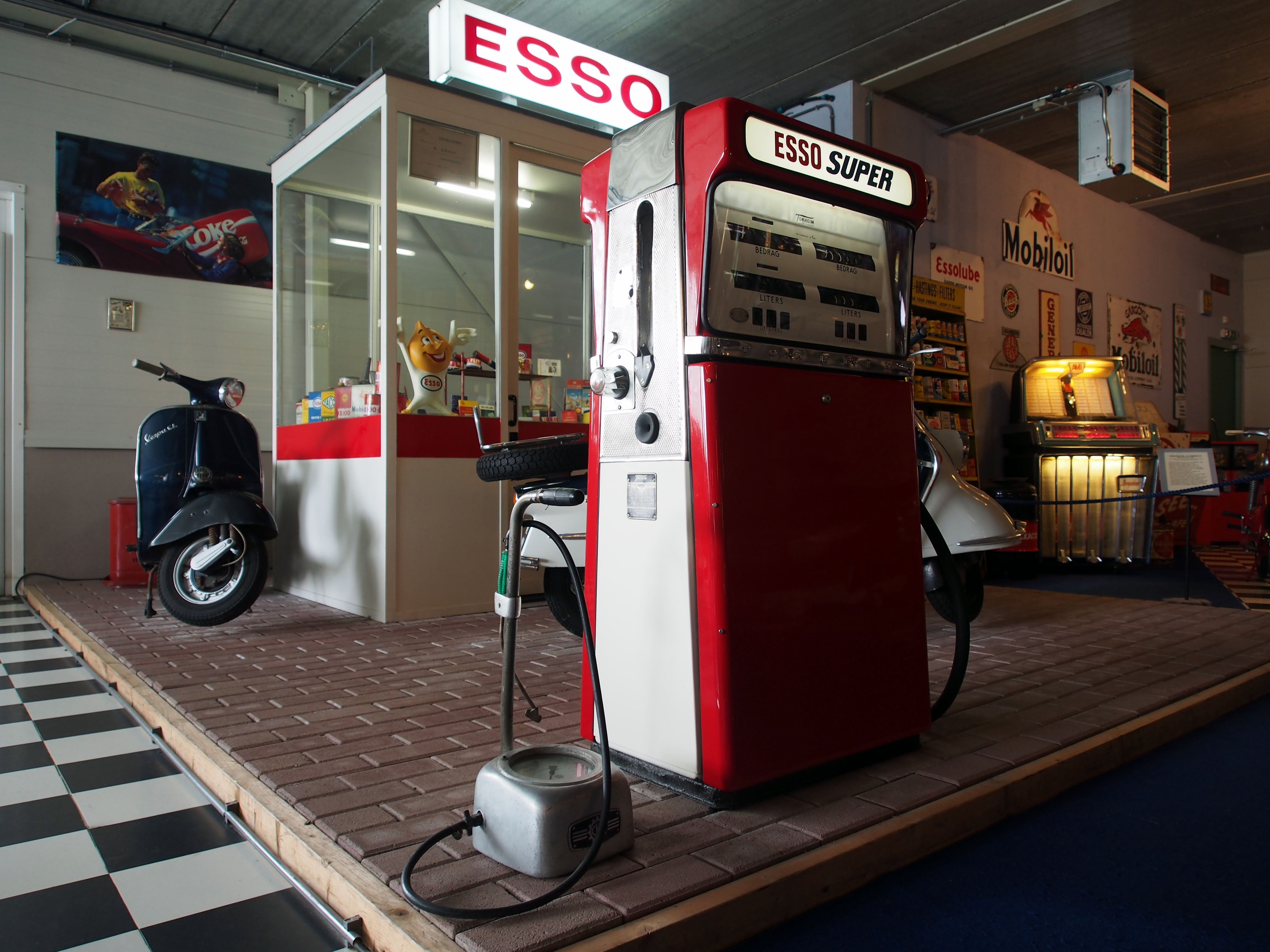
Oud benzinestation
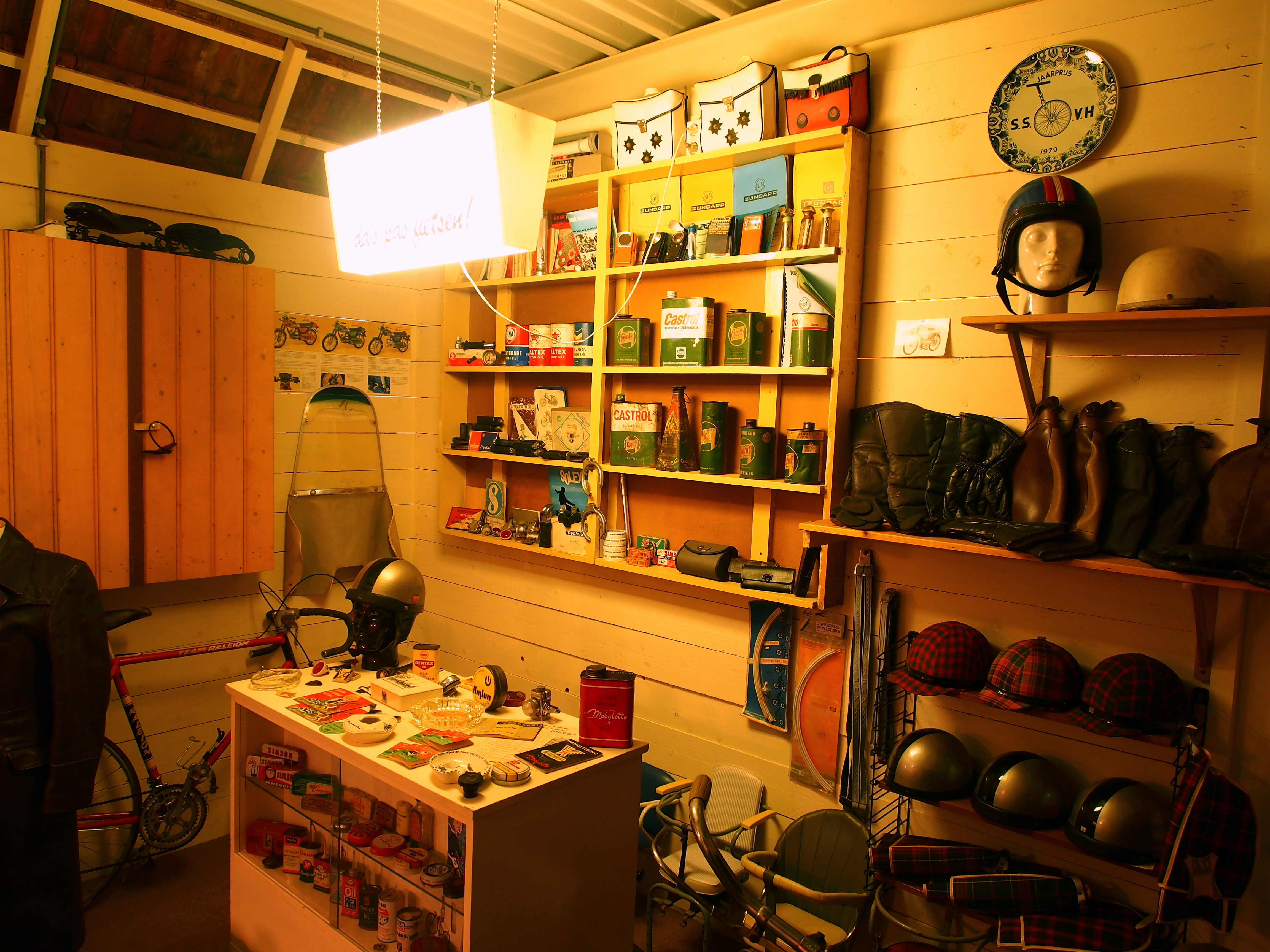
Fietsenreparatiezaak
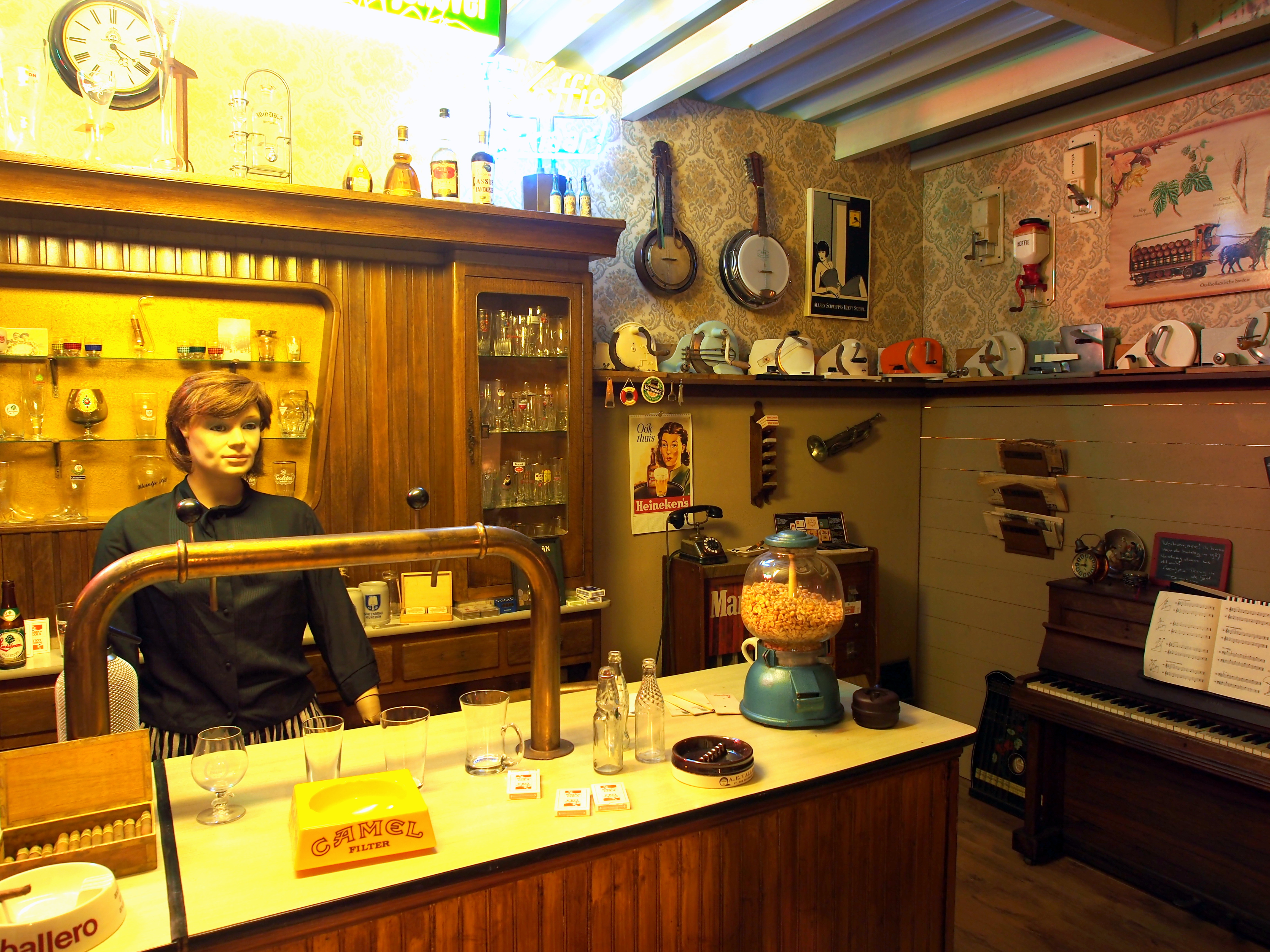
Oud café
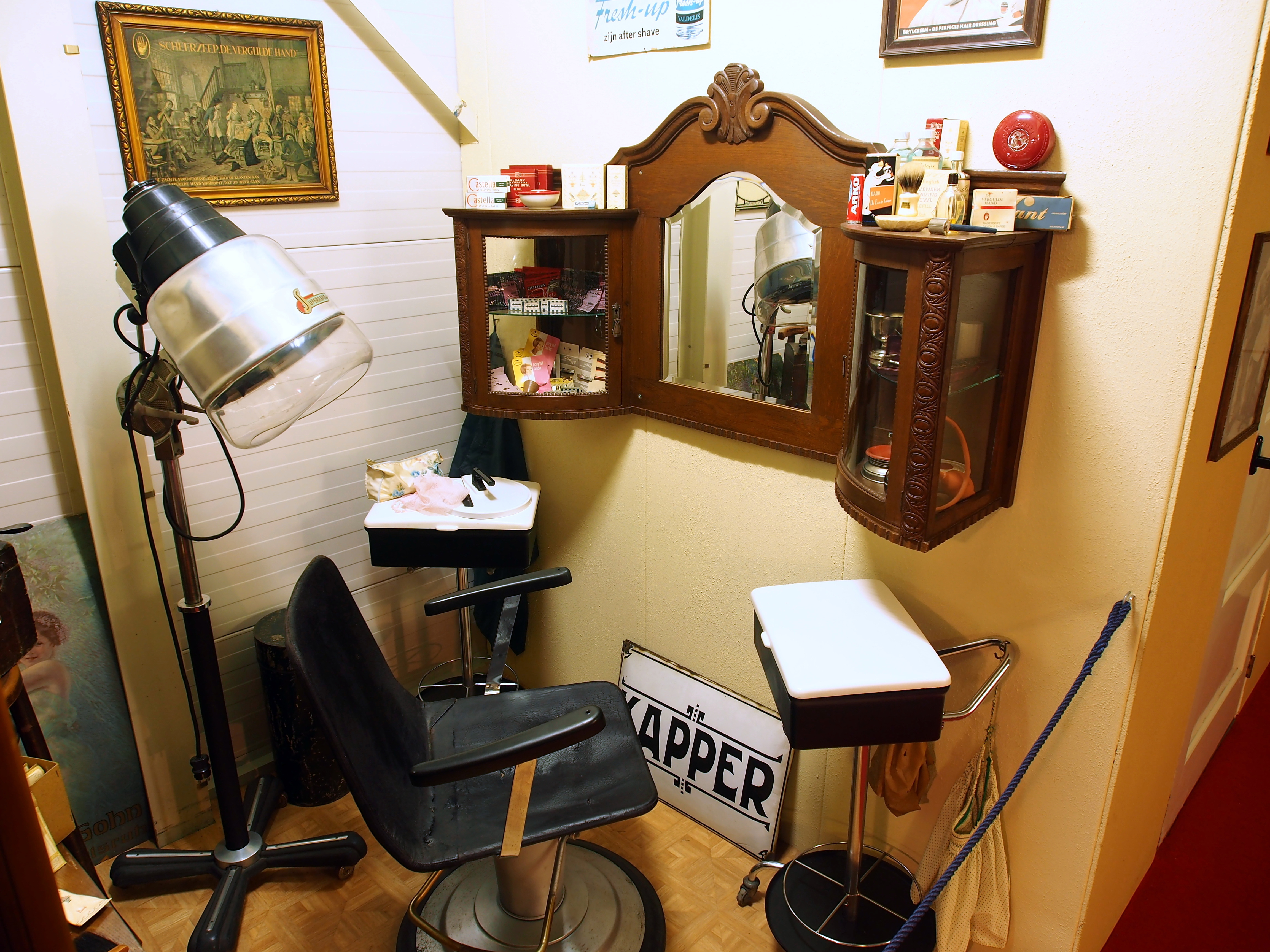
Oude kapperszaak
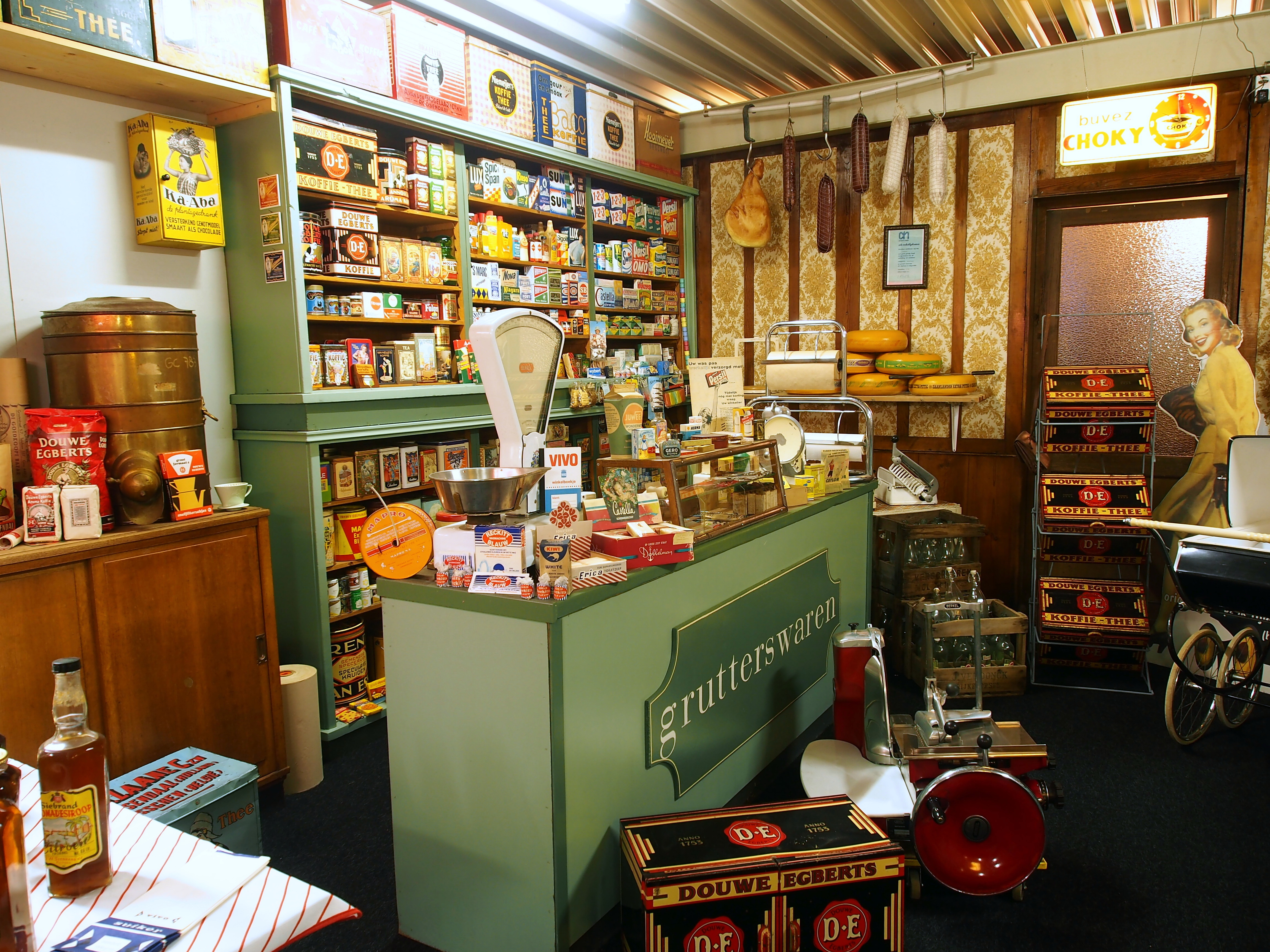
Kruidenierswinkel
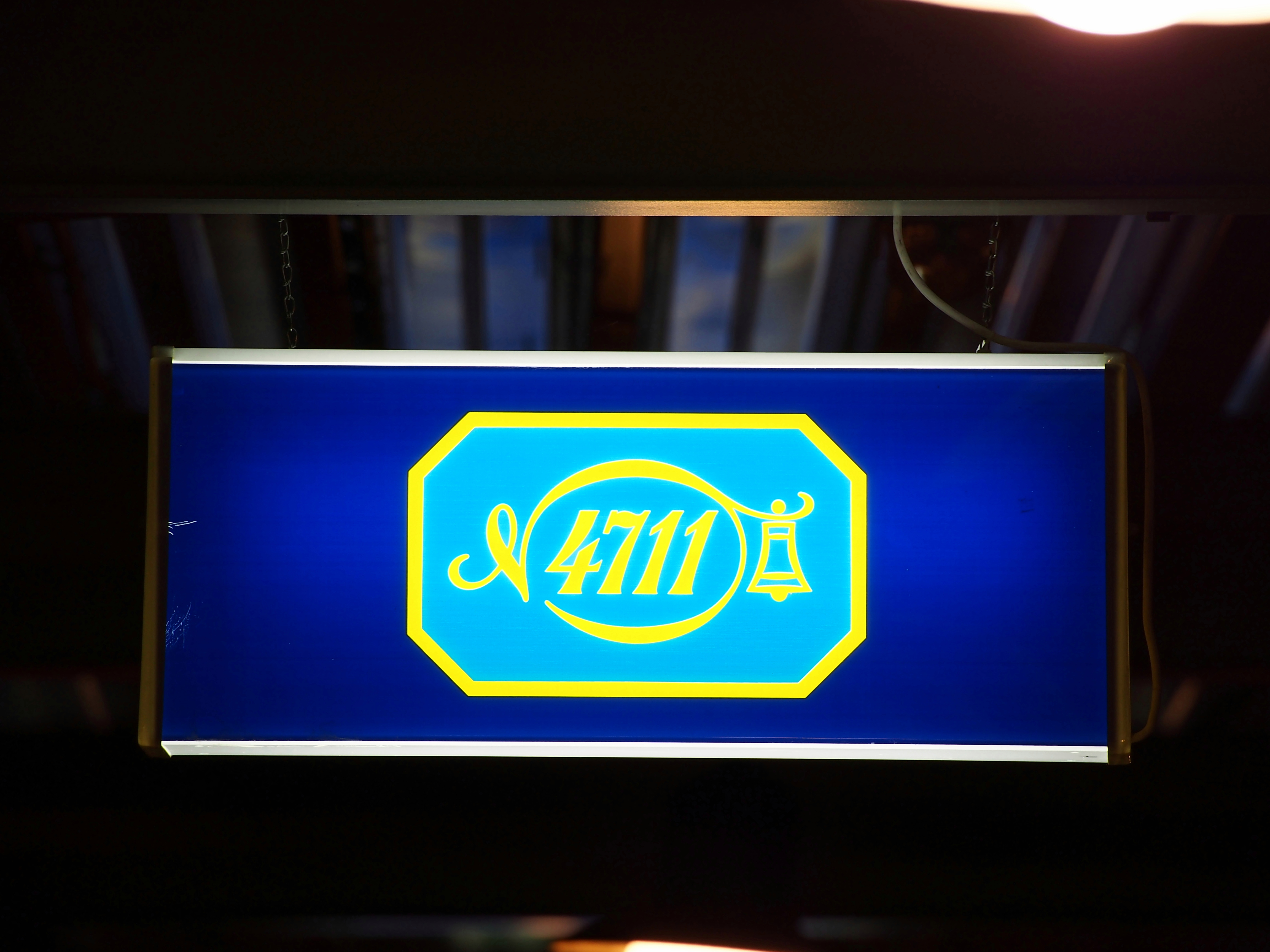
Lichtreclame 4711